# Juraj Ambrozi
Juraj Ambrozi (též Ambrosius, Ambrož, Ambrosi; 18. dubna 1694, Dolný Kubín – 5. července 1746, Štítnik) byl slovenský spisovatel, evangelický kněz a církevní hodnostář.

## Životopis
Narodil se v rodině oravského zemana Mateje Ambroziho a jeho manželky Zuzany, rozené Kubačkové. Vzdělání získával v Dolním Kubíně, Leštinách, Kežmarku, Debrecínu, Rožňavě – Brzotíně, v letech 1716 – 1718 v Prešově a v letech 1718 – 1721 na univerzitě ve Wittenbergu.

## Dílo
- 1719 – Nucleus veritatis (Wittenberg)
- 1721 – De causis turbarum in ecclesia
- 1738 – Gruntovní vysvětlení katechysmu D. M. Luthera
- 1742 – Rozebrání částek některých katechysmu Dra Martina Luthera
- 1742 – Spasitedlná příprava k smrti
- 1745 – Líbezné jádro celého křesťanského evangelického učení
- 1778 – Spasitedlná příprava k smrti, rozšířené vydání
- 1791 – Duchovní občerstvení nemocných k smrti se blížících a věkem sešlých, obsahuje dva přídavky Hlas ženícha nebeského…  a Rozjímání na svatou modlitbu Páně…
- Dwogj katechismus Včenj Křesťanského, Spasytedlná Přjprawa k Smrti gak Kresťana mladého a zdrawého – tak wěkem sesslého a nemocného